# Серафим Тикас
Серафим (на гръцки: Σεραφείμ) е най-дълго приматстващия архиепископ на Атина и цяла Гърция.

## Биография
Роден е като Висарион Тикас (Βησσαρίων Τίκας). По произход е от Тесалия. Артенски и Янински епископ. Благодарение на сътрудничеството си с гръцката военна хунта застава начело на църквата на Гърция. Поддържа връзки с другите православни църкви и посещава Константинопол, Антиохия, Москва, София и Белград. По време на югославските войни се среща с Радован Караджич.